# Respublika
Respublika kan även vara det ryska ordet för republik.
Respublika (ryska: Республика) är ett politiskt parti i den moldaviska utbrytarrepubliken Transnistrien. Det grundades 1990 och leds av Igor Smirnov.